# Grand Rapids Rockets
Grand Rapids Rockets byl profesionální americký klub ledního hokeje, který sídlil v Grand Rapids ve státě Michigan. V letech 1950–1956 působil v profesionální soutěži International Hockey League. Před vstupem do IHL působil v soutěži Eastern Hockey League. Rockets ve své poslední sezóně v IHL skončily v základní části. Své domácí zápasy odehrával v hale DeltaPlex Arena s kapacitou 5 000 diváků. Klubové barvy byly modrá a zlatá.
Zanikl v roce 1956 přestěhováním do Huntingtonu, kde byl vytvořen tým Huntington Hornets.

## Přehled ligové účasti
Zdroj: 
- 1949–1950: Eastern Hockey League (Západní divize)
- 1950–1956: International Hockey League